# Nohomeen Indian Reserve 23
Nohomeen Indian Reserve 23 är ett reservat i Kanada.   Det ligger i provinsen British Columbia, i den södra delen av landet, 3 400 km väster om huvudstaden Ottawa.
I omgivningarna runt Nohomeen Indian Reserve 23 växer i huvudsak barrskog. Runt Nohomeen Indian Reserve 23 är det glesbefolkat, med 9 invånare per kvadratkilometer.